# Zaretxni (Vólnoie)
|  | Per a altres significats, vegeu «Zaretxni». |

Zaretxni - Заречный (rus) és un possiólok del krai de Krasnodar, a Rússia. Es troba a la dreta del riu Urup, afluent del Kuban. És a 21 km al nord-oest d'Uspénskoie i a 173 km a l'est de Krasnodar.
Pertany al poble de Vólnoie.